# Урюпінський район
Урюпінський район (рос. Урюпинский район) — муніципальне утворення у Волгоградській області.
Розташований на території українського історичного та культурного краю Жовтий Клин.